# Rodrigo Piñeiro
Rodrigo Andréz Piñero Silva (Artigas, 5 maggio 1999) è un calciatore uruguaiano, attaccante dell'Everton in prestito dal Vélez Sarsfield.

## Caratteristiche tecniche
È un'ala destra.

## Carriera

### Club
Cresciuto nel settore giovanile del Miramar Misiones, ha esordito il 10 settembre 2016 in occasione del match di campionato vinto 1-0 contro il Villa Teresa.

## Palmarès

### Club

#### Competizioni nazionali
- Supercopa Uruguaya: 1

Peñarol: 2018
- Campionato uruguaiano: 1

Peñarol: 2018
- Campionato argentino: 1

Vélez Sarsfield: 2024